# أحمد شبيطة
أحمد شبيطه واسمه الكامل أحمد عمر عبد العزيز شبيطه هو بَطل فلسطين في لعبة الشطرنج، ومثلَّ فلسطين دوليًا في عددٍ من البطولات. وُلد في بلدة عزون في قلقيلية، وعمل موظفًا في البنك الإسلامي الفلسطيني في رام الله.
تُوفي في 26 مارس 2018، على إثر نوبةٍ قلبية أصابته بمنزله في مدينة البيرة.

## وصلات خارجية
- أحمد شبيطه يطالب باستنساخ النموذج المصري في لعبة الشطرنج.